# Civilization II: Test of Time
Civilization II: Test of Time est un jeu vidéo 4X de stratégie au tour par tour développé par MicroProse, sorti en 1999 sur PC (Windows). Il s'agit de l'extension de Civilization II. Il poursuit la campagne historique de Civilization II et en ajoute deux nouvelles se situant respectivement dans un monde de science-fiction et un monde de fantasy.

## Système de jeu
Ce jeu reprend les principes développés dans civilisation II, un jeu de stratégie tour par tour; il propose le même arbre que celui de la campagne historique de civilisation (pour la campagne classique). La différence, dans la campagne classique, tient à la nécessité de conquérir la civilisation extra-terrestre d'Alpha Centauri. En outre, contrairement aux versions précédentes du jeu, la partie ne s'arrête, dans la configuration classique, qu'une fois atteint l'an 3000.

## Accueil
| Civilization II: Test of Time |      |       |
| Média                         | Pays | Notes |
| GameSpot                      | US   | 42 %  |
| Gen4                          | FR   | 2/6   |
| Joystick                      | FR   | 70 %  |